# Sawani (Sinder)
Sawani (auch: Saouani) ist der Hauptort der Landgemeinde Sinder in Niger.

## Geographie
Das von einem traditionellen Ortsvorsteher (chef traditionnel) geleitete Dorf Sawani liegt auf einer Insel im Fluss Niger. Es ist der Hauptort der Landgemeinde Sinder, die zum Departement Tillabéri in der gleichnamigen Region Tillabéri gehört. Die Regionalhauptstadt Tillabéri befindet sich rund zwölf Kilometer östlich von Sawani. Zu den Siedlungen in der näheren Umgebung von Sawani zählen Norandé Bon im Nordosten, Sinder Kandadji und Djonté Lassia im Südosten, Tondi Daro im Süden sowie Lassia im Südwesten. Die Siedlung ist wie die gesamte Gemeinde Sinder Teil der Sahelzone.

## Geschichte
Sawani war ursprünglich ein zu landwirtschaftlichen Zwecken angelegter Weiler. Er wurde 1907 von der damaligen französischen Verwaltung zu einem Dorf mit eigenem Ortsvorsteher erhoben.

## Bevölkerung
Bei der Volkszählung 2012 hatte Sawani 2034 Einwohner, die in 281 Haushalten lebten. Bei der Volkszählung 2001 betrug die Einwohnerzahl 1027 in 144 Haushalten und bei der Volkszählung 1988 belief sich die Einwohnerzahl auf 3839 in 564 Haushalten.

## Wirtschaft und Infrastruktur
In Sawani wird Saatgut für Reis produziert. Mit einem Centre de Santé Intégré (CSI) ist ein Gesundheitszentrum im Dorf vorhanden. Es gibt mehrere Schulen.